# Anexión de Estonia, Letonia y Lituania por la Unión Soviética
La anexión de Estonia, Letonia y Lituania por la Unión Soviética fue el proceso por el cual la Unión Soviética incorporó a los estados bálticos (Estonia, Letonia y Lituania), después de que la URSS y Alemania firmaran el Tratado de no Agresión y el Tratado de Cooperación y Demarcación en agosto de 1939, según cuyos protocolos secretos caían en la "esfera de intereses" de la URSS en parte de Europa del Este.

## Antecedentes
Los estados bálticos se convirtieron en el blanco de la lucha de tres grandes potencias europeas; Gran Bretaña, Francia y Alemania, por la influencia en la región durante el período de entreguerras. En la primera década tras la derrota alemana en la Primera Guerra Mundial, existía una fuerte influencia anglo-francesa en los Estados Bálticos, que posteriormente, a principios de la década de 1930, se vio frenada por la creciente influencia de la vecina Alemania. La Unión Soviética, a su vez, intentó contrarrestarla. A finales de la década de 1930, Alemania y la URSS se habían convertido en los principales rivales en la lucha por la influencia en el Báltico. En diciembre de 1933, los gobiernos de Francia y la URSS presentaron una propuesta conjunta para concluir un tratado de seguridad colectiva y asistencia mutua. Finlandia, Checoslovaquia, Polonia, Rumania, Estonia, Letonia y Lituania fueron invitados a adherirse a este tratado. El proyecto, denominado «Pacto del Este», se consideraba una garantía colectiva en caso de agresión por parte de la Alemania nazi. Sin embargo, Polonia y Rumania se negaron a unirse a la alianza, Estados Unidos no aprobó la idea del tratado y el gobierno oficial de Londres presentó una serie de contracondiciones, incluido el rearme de Alemania.
El 29 de septiembre de 1938 se redactaron los Acuerdos de Múnich, que se firmaron el 30 de septiembre, en virtud de los cuales Gran Bretaña, Francia, Alemania e Italia decidieron dividir Checoslovaquia, separando los Sudetes y transfiriéndolos a Alemania. «Este fue un verdadero punto de inflexión en el sistema europeo de política internacional», señala el politólogo Igor Yurgens en su libro «Borradores del Futuro». «Tras Múnich, los intelectuales europeos comprendieron que una pequeña nación carecía de herramientas para resistir las decisiones de los grandes países». En la primavera y el verano de 1939, la Unión Soviética mantuvo negociaciones con Gran Bretaña y Francia sobre la prevención conjunta de la agresión italo-alemana contra países europeos y el 17 de abril de 1939, propuso a Gran Bretaña y Francia asumir obligaciones para proporcionar toda la asistencia posible, incluida la militar, a los países de Europa del Este ubicados entre los mares Báltico y Negro y fronterizos con la Unión Soviética, y también concluir un acuerdo por un período de 5 a 10 años sobre asistencia mutua, incluida la asistencia militar, en caso de agresión en Europa contra cualquiera de los estados contratantes (la propia Unión Soviética, Gran Bretaña y Francia).
El fracaso de las negociaciones se debió a las diferencias de intereses entre las partes negociadoras. Así, los emisarios franco-británicos recibieron instrucciones secretas detalladas de los estados mayores de sus respectivos países, que definían los objetivos y la naturaleza de las negociaciones. La nota del estado mayor francés establecía, en particular, que, junto con una serie de beneficios políticos que Gran Bretaña y Francia recibirían con la adhesión de la Unión Soviética, esto permitiría involucrar a la URSS en el conflicto: «no nos conviene que permanezca al margen del conflicto, manteniendo sus fuerzas intactas». La Unión Soviética, que consideraba al menos a dos de las repúblicas bálticas —Estonia y Letonia— como parte de sus intereses geopolíticos, defendió esta postura en las negociaciones, pero no obtuvo la comprensión de sus socios. En cuanto a los propios gobiernos de los países bálticos, preferían las garantías de Alemania, con la que estaban vinculados por un sistema de acuerdos económicos. Según Winston Churchill: «El obstáculo para concluir dicho acuerdo (con la URSS) era el horror que sentían estos mismos estados fronterizos ante la perspectiva de recibir ayuda soviética, en forma de ejércitos soviéticos que atravesarían sus territorios para protegerlos de los alemanes y, al mismo tiempo, integrarlos en el sistema comunista soviético. Al fin y al cabo, eran los más fervientes opositores a este sistema. Polonia, Rumanía, Finlandia y los tres Estados bálticos no sabían qué temían más: la agresión alemana o la salvación rusa».
En junio de 1939, Estonia y Letonia firmaron pactos de no agresión con Alemania (ambos países ya habían firmado pactos de no agresión con la URSS en 1932). Churchill declaró al respecto: «Hitler logró así penetrar sin dificultad las débiles defensas de la tardía e indecisa coalición dirigida contra él». En esta situación, mientras negociaba simultáneamente con Gran Bretaña y Francia, la Unión Soviética adoptó medidas para un acercamiento activo a Alemania en el verano de 1939. El resultado de esta política fue la firma del Pacto de No Agresión entre Alemania y la URSS el 23 de agosto de 1939. Según el protocolo adicional secreto del tratado, Estonia, Letonia, Finlandia y el este de Polonia quedarían bajo la jurisdicción soviética, mientras que Lituania y el oeste de Polonia quedarían bajo la jurisdicción alemana; para cuando se firmó el tratado, la región lituana de Klaipėda ya había sido ocupada por Alemania (en marzo de 1939).

### Inicio de la guerra en Europa
La situación empeoró el 1 de septiembre de 1939 cuando Alemania inició la invasión de Polonia, ocasionando el estallido de la Segunda Guerra Mundial. El 17 de septiembre, la Unión Soivética envió tropas a Polonia, declarando inválido el pacto de no agresión soviético-polaco del 25 de julio de 1932. Ese mismo día, los estados que mantenían relaciones diplomáticas con la URSS (incluidos los países bálticos) recibieron una nota soviética que declaraba que «en sus relaciones con ellos, la URSS seguirá una política de neutralidad».
El estallido de la guerra entre los estados vecinos generó temores en los países bálticos de verse involucrados en estos acontecimientos y los impulsó a declarar su neutralidad. Sin embargo, durante las acciones militares, se produjeron varios incidentes en los que también estuvieron involucrados los países bálticos. Uno de ellos fue la llegada del submarino polaco " Ożel" al puerto de Tallin el 15 de septiembre, donde fue internado a petición de Alemania por las autoridades estonias, que comenzaron a desmantelar su armamento. Sin embargo, en la noche del 18 de septiembre, la tripulación del submarino desarmó a los guardias y lo sacó al mar, con seis torpedos aún a bordo. La Unión Soviética declaró que Estonia había violado su neutralidad al proporcionar refugio y asistencia al submarino polaco.
El 19 de septiembre, el ministro de Asuntos Exteriores soviético, Viacheslav Mólotov, en nombre del gobierno de la URSS, atribuyó la responsabilidad del incidente a Estonia, afirmando que se había encomendado a la Flota del Báltico la tarea de encontrar el submarino, ya que podía suponer una amenaza para la navegación soviética. Esto condujo al establecimiento de un bloqueo naval de facto de la costa estonia.
El 24 de septiembre, el ministro de Asuntos Exteriores de Estonia, Karl Selter, llegó a Moscú para firmar un acuerdo comercial. Tras tratar cuestiones económicas, Mólotov pasó a la seguridad mutua y propuso «concluir una alianza militar o un pacto de asistencia mutua, que también garantizaría a la Unión Soviética el derecho a tener bastiones o bases para la armada y la fuerza aérea en territorio estonio ». Selter intentó evitar el debate, alegando neutralidad, pero Mólotov declaró que «la Unión Soviética necesita ampliar su sistema de seguridad, para lo cual necesita acceso al mar Báltico. Si no desean concluir un pacto de asistencia mutua con nosotros, tendremos que buscar otras formas de garantizar nuestra seguridad, quizás más drásticas, quizás más complejas. Les pido que no nos obliguen a usar la fuerza contra Estonia».

### Tratados de asistencia mutua
Como resultado de la división de facto del territorio polaco entre Alemania y la Unión Soviética, las fronteras soviéticas se desplazaron hacia el oeste, y la URSS comenzó a colindar con el tercer estado báltico: Lituania. Inicialmente, Alemania pretendía convertir a Lituania en un protectorado suyo, pero el 25 de septiembre de 1939, durante los contactos soviético-alemanes "sobre la solución del problema polaco", la URSS propuso iniciar negociaciones para la renuncia de Alemania a sus reivindicaciones sobre Lituania a cambio de los territorios de los voivodatos polacos de Varsovia y Lublin. Ese mismo día, el embajador alemán en la URSS, el conde Friedrich-Werner von der Schulenburg, envió un telegrama al Ministerio de Relaciones Exteriores alemán en el que informaba de su citación al Kremlin, donde Stalin sugirió esta propuesta como tema de futuras negociaciones y añadió que, en caso de consentimiento de Alemania, "la Unión Soviética asumirá de inmediato la solución del problema de los estados bálticos de conformidad con el protocolo del 23 de agosto y esperará el pleno apoyo del gobierno alemán en este asunto".

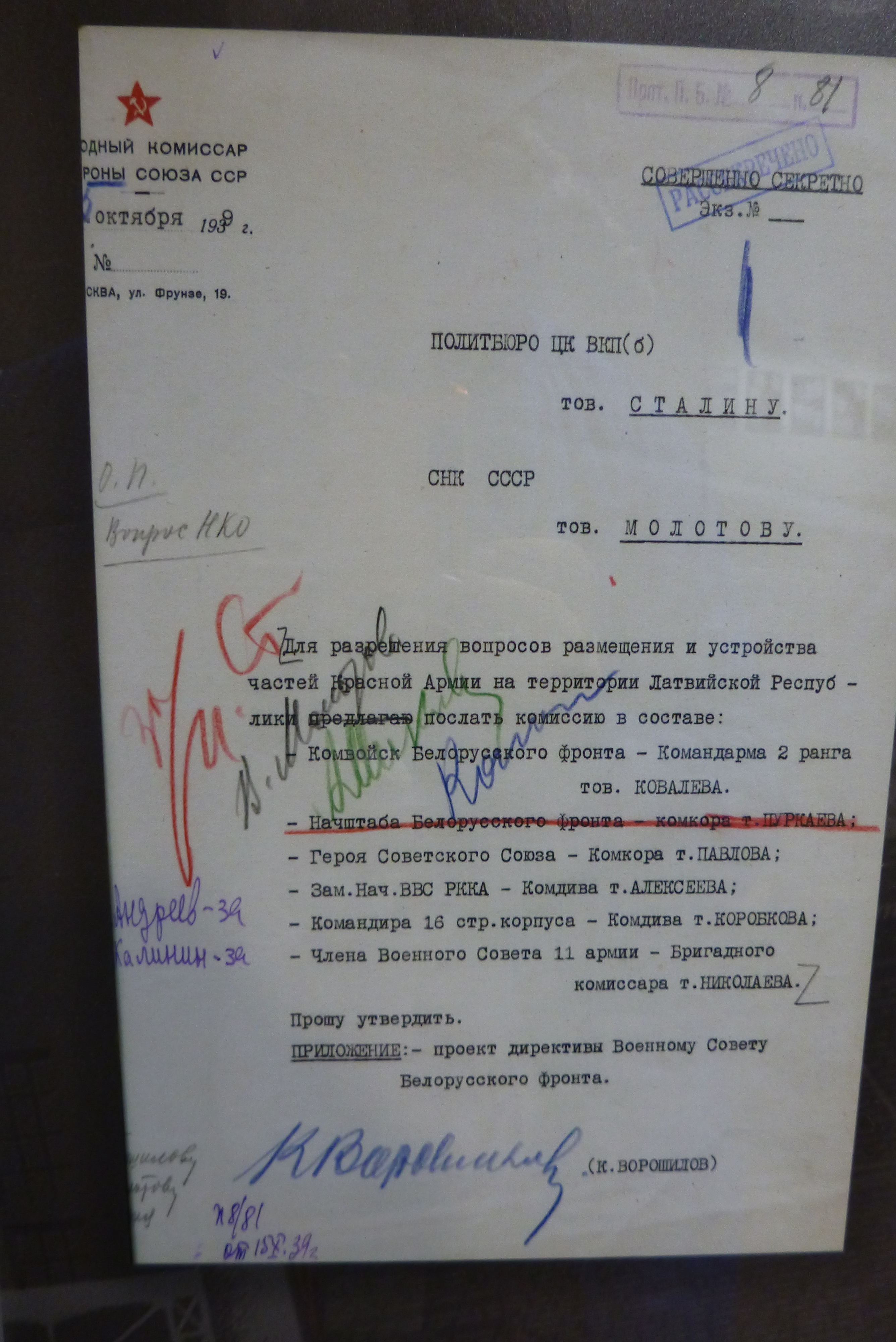
Informe de Kliment Voroshílov a Stalin del 15 de octubre de 1939 sobre el despliegue de unidades del Ejército Rojo en Letonia.

La situación en los propios países bálticos era alarmante y contradictoria. Ante los rumores sobre una inminente división soviético-alemana del Báltico, desmentidos por diplomáticos de ambos bandos, algunos círculos dirigentes de los países bálticos estaban dispuestos a continuar el acercamiento a Alemania, mientras que muchos otros eran antialemanes y querían contar con la ayuda de la Unión Soviética para mantener el equilibrio de poder en la región y la independencia nacional, mientras que los izquierdistas que operaban en la clandestinidad estaban totalmente a favor a apoyar la adhesión a la URSS. Mientras tanto, en la frontera soviética con Estonia y Letonia se estaba creando un grupo militar soviético, que incluía fuerzas del 8.º Ejército (del Distrito Militar de Leningrado), el 7.º Ejército (del Distrito Militar de Kalinin) y el 3.º Ejército (del Frente Bielorruso). Ante la negativa de Letonia y Finlandia a brindar apoyo a Estonia, y la negativa de Gran Bretaña y Francia, a pesar de estar ya en guerra con Alemania, también a proporcionarlo, el gobierno estonio inició negociaciones en Moscú, a raíz de las cuales, el 28 de septiembre, se firmó un Pacto de Asistencia Mutua, que preveía el establecimiento de bases militares soviéticas en territorio estonio y el despliegue de un contingente soviético de hasta 25,000 personas allí. Ese mismo día, se firmó el Tratado de Cooperación y Demarcación germano-soviético. Según su protocolo secreto, se revisaron los términos de la división de las esferas de influencia; Lituania pasó a la esfera de influencia de la URSS a cambio de tierras polacas al este del Vístula, que pasaron a manos de Alemania. Tras las negociaciones con la delegación estonia, Stalin declaró a Karl Selter;
"El gobierno estonio actuó con prudencia y en beneficio del pueblo estonio al firmar un acuerdo con la Unión Soviética. Con ustedes podría haber sucedido lo mismo que con Polonia. Polonia era una gran potencia. ¿Dónde está Polonia ahora?"
El 2 de octubre comenzaron negociaciones similares entre la Unión Soviética y Letonia. La URSS también exigió acceso al mar desde Letonia, a través de los puertos de Liepaja y Ventspils. Como resultado, el 5 de octubre se firmó un tratado de asistencia mutua por un período de 10 años, que preveía la introducción de un contingente de 25,000 soldados soviéticos en Letonia. El 5 de octubre, la Unión Soviética propuso que Finlandia también considerara la firma de un pacto de asistencia mutua. Las negociaciones comenzaron el 11 de octubre, pero Finlandia rechazó las propuestas de los soviéticos tanto para el pacto como para el arrendamiento e intercambio de territorios, lo que condujo al Incidente de Mainila, que se convirtió en el motivo de la denuncia por parte de la URSS del pacto de no agresión con Finlandia y, posteriormente, en el inicio de la Guerra de Invierno.
El 10 de octubre de 1939, el Presidente del Consejo de Comisarios del Pueblo, Viacheslav Mólotov, y el ministro de Asuntos Exteriores de la República de Lituania, Juozas Urbšys, firmaron en Moscú el Tratado Soviético-Lituano sobre la transferencia de la ciudad de Vilna y la región de Vilna a la República de Lituania y sobre la asistencia mutua entre la Unión Soviética y Lituania" por un período de 15 años, que preveía la introducción de un contingente de 20,000 efectivos de tropas soviéticas. Casi inmediatamente después de la firma de los tratados de asistencia mutua, comenzaron las negociaciones sobre el establecimiento de bases de tropas soviéticas en el territorio del Báltico.

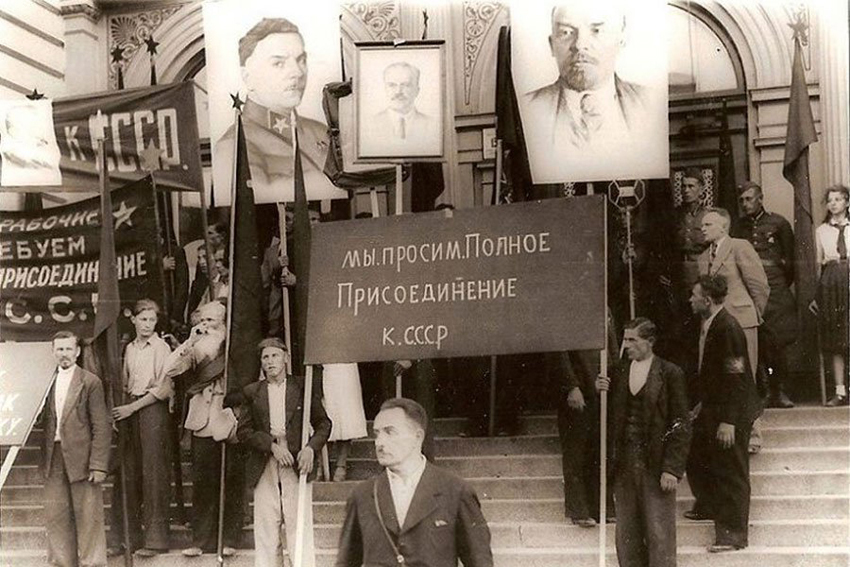
Manifestaciones en Liepāja a favor de la incorporación de Letonia a la Unión Soviética.

La introducción de unidades del 65º Cuerpo Especial de Fusileros y del Grupo Especial de la Fuerza Aérea en Estonia comenzó el 18 de octubre. Sus áreas de despliegue fueron Paldiski, Haapsalu, las islas de Saaremaa y Hiiumaa (mientras que la Flota del Báltico recibió el derecho a tener su base en Rohuküla y Tallin durante la construcción de bases). En Letonia, se establecieron bases en Liepāja, Ventspils, Priekule y Pitrags. El 23 de octubre, el crucero Kírov llegó a Liepāja, acompañado de los destructores Smetlivy y Stremitelny. El 29 de octubre, comenzaron a desplegarse unidades del 2.º Cuerpo Especial de Fusileros y la 18.ª Brigada Aérea. En Lituania, las tropas soviéticas se desplegaron durante noviembre y diciembre en las zonas de Naujoji Vilnia, Alytus, Prienai y Gaižiūnai (ya habían estado en Vilna desde la campaña de Polonia), pero se retiraron de la capital por insistencia de los lituanos. Se desplegaron en Lituania el 16.º Cuerpo de Fusileros, el 10.º Regimiento de Aviación de Cazas y el 31.º Regimiento de Aviación de Bombarderos de Alta Velocidad.

Winston Churchill, que en ese momento ocupaba el puesto de Primer Lord del Almirantazgo, en su discurso radial del 1 de octubre de 1939 (después de la caída de Polonia, pero antes de la entrada de las tropas soviéticas en el Báltico) dijo:
"Que los ejércitos rusos se mantuvieran en esta línea era absolutamente necesario para la seguridad de Rusia frente a la amenaza nazi. Sin embargo, esta línea existe y se ha creado un Frente Oriental que la Alemania nazi no se atreverá a atacar. Cuando el Sr. Ribbentrop fue convocado a Moscú la semana pasada, tuvo que aprender y aceptar que los planes nazis para los Estados Bálticos debían detenerse definitivamente".
Tras concluir los tratados con los países bálticos, los dirigentes soviéticos comenzaron a presentar reclamaciones contra las repúblicas soberanas por las actividades de la llamada Entente Báltica y a exigir la disolución de esta unión política entre Estonia, Letonia y Lituania por tener una orientación antisoviética y violar los tratados de asistencia mutua con la URSS.

Se introdujo un contingente limitado del Ejército Rojo (por ejemplo, en Letonia, en el protocolo confidencial adjunto al tratado de asistencia mutua, se acordó un número de tropas soviéticas de 25,000 personas, comparable al número del ejército letón) con el permiso de los presidentes de los países bálticos, y se firmaron acuerdos. Así, el 5 de noviembre de 1939, el periódico de Riga «Gazeta dlya vseh» publicó el siguiente mensaje en el artículo «Las tropas soviéticas han llegado a sus bases»:
"En virtud del tratado amistoso de asistencia mutua firmado entre Letonia y la URSS, el 29 de octubre de 1939 los primeros destacamentos de tropas soviéticas pasaron por el puesto fronterizo de Zilupe. Una guardia de honor con orquesta militar se formó para recibir a las tropas soviéticas…."
Un poco más tarde, en el mismo periódico el 26 de noviembre de 1939, en el artículo “Libertad e Independencia”, dedicado a las celebraciones del 18 de noviembre, se publicó un discurso del presidente Kārlis Ulmanis, en el que afirmaba:
"[…] El tratado de asistencia mutua recientemente concluido con la Unión Soviética fortalece la seguridad de nuestras fronteras y las suyas […]"

## Los ultimátums del verano de 1940 y la destitución de los gobiernos bálticos

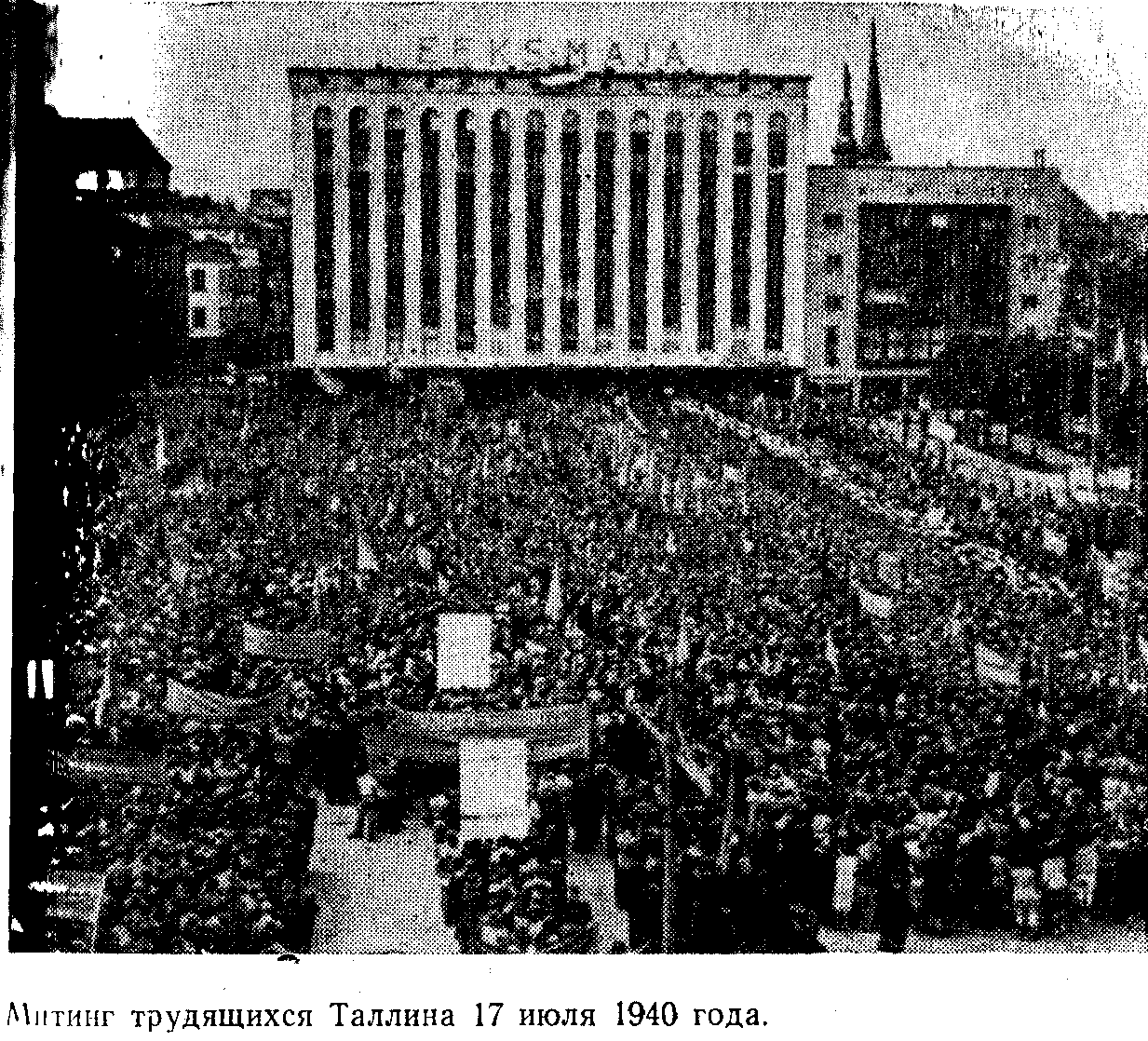
Manifestaciones en la plaza principal de Tallin a favor de la incorporación a la Unión Soviética, 17 de junio de 1940.

El 3 de junio, el Encargado de Negocios de la URSS en Lituania, V. Semiónov, escribió una nota de revisión sobre la situación en Lituania. En ella, la embajada soviética llamó la atención de Moscú sobre el deseo del gobierno lituano de "rendirse a Alemania" y sobre la intensificación de las actividades de la quinta columna alemana y el armamento de miembros de la Unión de Fusileros, así como sobre los preparativos para la movilización. Señalaba las verdaderas intenciones de los círculos dirigentes lituanos, que, de resolverse el conflicto, solo reforzarían su postura contraria al tratado, iniciándose en una conspiración comercial con Alemania, esperando solo el momento oportuno para asestar un golpe directo a las guarniciones soviéticas.
El 4 de junio, con el pretexto de realizar ejercicios militares, las tropas de los distritos militares especiales de Leningrado, Kalinin y Bielorrusia fueron puestas en alerta y comenzaron a avanzar hacia las fronteras de los estados bálticos.

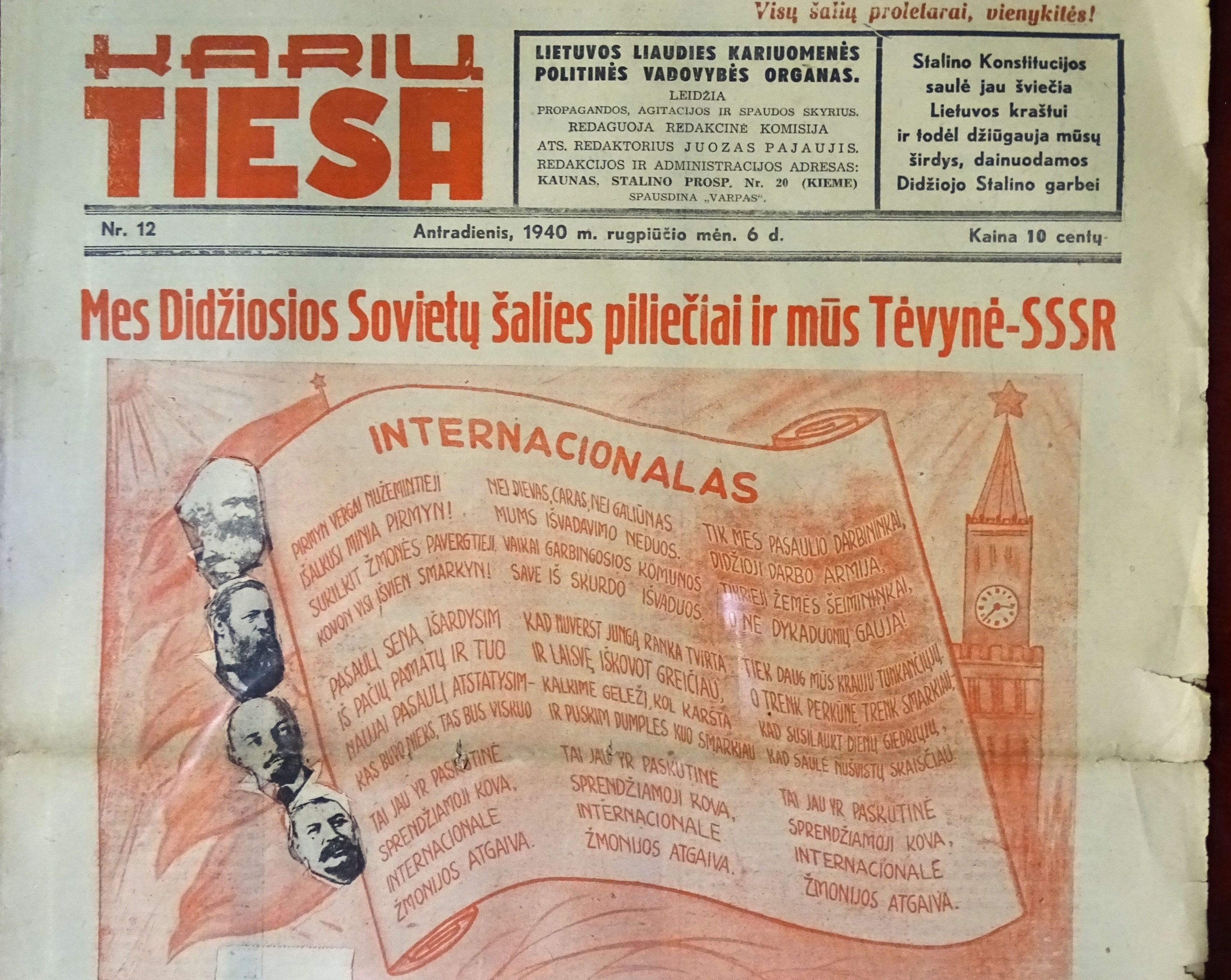
Titular de periódico lituano del 6 de agosto de 1940, que anuncia la anexión de Lituania por la Unión Soviética.

El 14 de junio, el gobierno soviético presentó un ultimátum a Lituania y, el 16 de junio, a Letonia y Estonia. Los puntos principales del ultimátum eran los mismos; se acusaba a los gobiernos de estos estados de violar gravemente los términos de los Tratados de Asistencia Mutua previamente firmados con la URSS, y se les exigía que formaran gobiernos capaces de garantizar la implementación de estos tratados, así como de permitir el ingreso de contingentes adicionales de tropas a sus territorios. Las condiciones fueron aceptadas. El 15 de junio, se enviaron contingentes adicionales de tropas soviéticas a Lituania, y el 17 de junio, a Estonia y Letonia. Ese mismo día, el Comisario del Pueblo para la Defensa de la Unión Soviética, Semión Timoshenko, envió un informe a Stalin sobre el inicio de la sovietización de las repúblicas bálticas.
El presidente lituano Antanas Smetona insistió en organizar una resistencia a las tropas soviéticas, pero, tras recibir una negativa de la mayoría del gobierno, huyó a Alemania, mientras que sus homólogos letón y estonio, Kārlis Ulmanis y Konstantin Päts, respectivamente, cooperaron con el nuevo gobierno, al igual que el primer ministro lituano Antanas Merkys. En los tres países, se formaron gobiernos amistosos a la URSS, encabezados, respectivamente, por Justas Paleckis (Lituania), Johannes Vares (Estonia) y Augusts Kirhenšteins (Letonia). El proceso de sovietización de los países bálticos fue supervisado por representantes autorizados del gobierno de la URSS: Andréi Zhdánov (en Estonia), Andréi Vyshinski (en Letonia) y Vladímir Dekanózov (en Lituania).

## El proceso de anexión

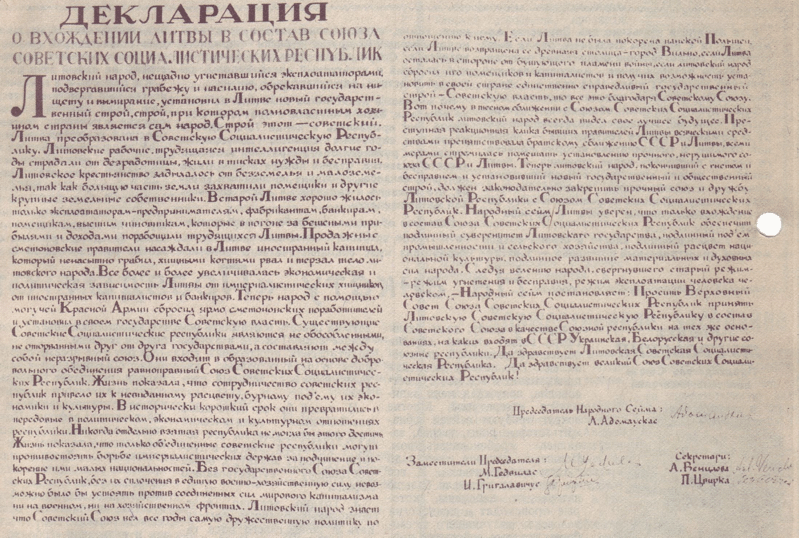
Declaración de incorporación de Lituania a la Unión Soviética, emitida por el Seimas Popular.

Los nuevos gobiernos levantaron las prohibiciones a los partidos comunistas y las manifestaciones políticas, liberaron a los presos políticos prosoviéticos y convocaron elecciones parlamentarias anticipadas. En las votaciones celebradas los días 14 y 15 de julio en los tres países, los Bloques (Sindicatos) de los Trabajadores procomunistas, que habían ganado formalmente, fueron las únicas listas electorales admitidas a las elecciones. Según datos oficiales, la participación en Estonia fue del 84,1%, con el 92,8% de los votos emitidos para la Unión de los Trabajadores, la participación en Lituania fue del 95,51%, de los cuales el 99,19% votó por la Unión de los Trabajadores, y la participación en Letonia fue del 94,8%, con el 97,8% de los votos emitidos para la Unión de los Trabajadores.
Los parlamentos recién elegidos proclamaron, el 21 y 22 de julio, la creación de la RSS de Estonia, la RSS de Letonia y la RSS de Lituania, y adoptaron las Declaraciones de adhesión a la Unión de Repúblicas Socialistas Soviéticas. Del 3 al 6 de agosto de 1940, de conformidad con las decisiones del Sóviet Supremo de la URSS, estas repúblicas fueron aceptadas en la Unión Soviética.
A partir de los ejércitos de Lituania, Letonia y Estonia se formaron las unidades de guarnición de Lituania (29.º Cuerpo de Fusileros), Letonia ( 24.º Cuerpo de Fusileros) y Estonia ( 22.º Cuerpo de Fusileros), que pasaron a formar parte del recién creado Distrito Militar Especial del Báltico, la nueva demarcación militar del Ejército Rojo y de la Armada Roja en la región.

## Consecuencias
Tras la anexión de los estados bálticos, los partidos comunistas de Estonia, Letonia y Lituania aumentaron considerablemente de miembros tras la llegada masiva de comunistas soviéticos de etnias estonia, letona y lituana provenientes de otras regiones de la Unión Soviética. Los partidos comunistas locales se convirtieron en las filiales republicanas del Partido Comunista de la Unión Soviética a partir del 8 de octubre de 1940.